# Отмарштейн Борис
Бори́с Отмарште́йн (Отмарштайн) (? — † 3 листопада 1919) — сотник Армії УНР, молодший брат полковника Дієвої армії УНР — Юрія Отмарштейна.

## Біографія
У 1912 Пажеському корпусі. Штабс-ротмістр Кримського кінного полку — 1912 р. З грудня 1917 року командир ескадрону 1-го Кримсько-татарського полку в боях з більшовиками в Криму. До 1919 в Армії УНР, помічник командира 1-го Лубенського кінного полку. Застрелився 3 листопада 1919 при переході полку на бік армії Денікіна.